# 오스로에스 1세
오스로에스 1세(Osroes I, 언어 오류(xpr): 𐭇𐭅𐭎𐭓𐭅 Husrōw)는 파르티아의 왕위 주장자이며, 1년간의 통치 중단 기간을 포함해 109년에서 129년까지 파르티아 제국의 서부 지역을 다스렸다. 재위 기간 내내, 그는 동쪽 지역을 기반으로 했던 경쟁자 볼로가세스 3세 (재위: 110-147년)와 왕위를 두고 다퉜다. 116년에, 오스로에스 1세가 로마 황제 트라야누스 (재위: 98-117년)의 침입 기간 왕위에서 잠시 내쫓겼는데, 트라야누스는 오스로에스의 아들 파르타마스파테스를 왕위에 세웠다. 1년 뒤 트라야누스의 사망 후, 오스로에스 1세의 통치가 파르티아 귀족층들의 의해 복구되었다. 129년에, 볼로가세스가 그를 왕위에서 몰아냈다.

## 생애
109년에, 오스로에스 1세는 왕위를 차지하게 위해 파르티아 왕 파코루스 2세 (재위: 78-110년)에게 반기를 들었다. 파코루스 2세의 아들 볼로가세스 3세 (재위: 110-147년) 치세 동안, 오스로에스 1세는 메소포타미아를 포함한 파르티아의 서부 지역을 가까스로 차지하였고, 반면에 볼로가세스 3세는 동부 지역에서 다스렸다. 113년에, 오스로에스 1세는 볼로가세스 3세의 형제인 악시다레스를 폐위시키고 볼로가세스의 또다른 형제 파르타마시리스를 아르메니아 왕국의 왕으로 세우며 로마 제국과의 란데이아 조약를 위반하였다. 이는 로마 황제 트라야누스 (재위: 98-117년)에게 파르티아 영토를 침입하고 볼로가세스 3세와 오스로에스 1세 간의 진행 중이던 내전을 이용할 명목을 주었다. 114년에, 트라야누스는 아르메니아를 정복하여 로마 속주로 전환시켰다. 116년에, 트라야누스는 파르티아의 수도들이었던 셀레우키아와 크테시폰 등을 점령하였다. 트라야누스는 저 멀리 페르시아만까지 도달해, 그곳에서 파르티아의 가신이던 카라케네의 통치자 아탐벨로스 7세에게 공물을 바치게끔 하였다. 파르티아인들의 반란을 우려하던, 트라야누스는 오스로에스 1의 아들 파르타마스파테스를 크테시폰에서 왕위에 올렸다. 원정 중에, 트라야누스는 오스로에스 1세의 딸을 사로잡아, 129년에 양 국이 평화 조약을 맺을 때까지 인질로 잡혀있었다.
트라야누스가 얻은 것들은 오래가지 않았다. 정복한 모든 곳들에서 반란들이 일어났고, 바빌로니아인들과 유대인들이 메소포타미아에서 로마군을 몰아내었으며, 사나트루크(Sanatruk) 휘하의 아르메니아인들은 로마의 문제를 야기시켰다. 117년에 트라야누스의 사망 이후, 파르티아인들은 파르타마스파테스를 왕위에서 몰아내고 오스로에스 1세를 다시 세웠다. 트라야누스의 후임자 하드리아누스 (재위: 117-138년)는 동방의 트라야누스 정복지 남은 지역들을 포기하였고, 새로운 아르메니아 왕이 된 파르티아의 대공 볼로가세스와 란데이아 조약을 승인하였다. 약화된 파르티아 제국의 서부 지역은 볼로가세스 3세 (동방의 영토가 온전했던)는 오스로에스 1세가 차지했던 잃은 영토를 되찾을 기회를 주었다. 129년에, 볼로가세스 3세는 마침내 오스로에스 1세를 권력에서 몰아내었다.

## 주화
오스로에스 1세의 은화 뒷면에, 디아뎀을 착용한 채 갈래머리를 하고 있는 그의 모습이 묘사되어 있다. 한편 동으로 된 주화에는, 고리들 및 가쪽에는 뿔 장식이 있는 티아라를 쓴 모습으로 표현되었다. 오스로에스 1세의 주화들은 그와 이름이 같은 엘리마이스의 통치자 오스로에스의 주화들과 상당히 유사하며, 이런 점이 학자들에게 그들이 사실은 같은 사람일 수도 있다고 하는 주장을 이끌어내기도 했다. 또다른 가능성은 엘리마이스 통치자 오스로에스가 파르티아의 오스로에스 1세 주화를 모방했다는 것이다.

## 참고 문헌
- Badian, Ernst (2002). 〈Hadrian〉. 《Encyclopaedia Iranica, Vol. XI, Fasc. 4》. 458쪽.
- Bivar, A.D.H. (1983). 〈The Political History of Iran Under the Arsacids〉.   Yarshater, Ehsan. 《The Cambridge History of Iran, Volume 3(1): The Seleucid, Parthian and Sasanian Periods》. Cambridge: Cambridge University Press. 21–99쪽. ISBN 0-521-20092-X.
- Chaumont, M. L. (1986). 〈Armenia and Iran ii. The pre-Islamic period〉. 《Encyclopaedia Iranica, Vol. II, Fasc. 4》. 418–438쪽.
- Chaumont, M. L.; Schippmann, K. (1988). 〈Balāš〉. 《Encyclopaedia Iranica, Vol. III, Fasc. 6》. 574–580쪽.
- Dąbrowa, Edward (2012). 〈The Arsacid Empire〉.   Daryaee, Touraj. 《The Oxford Handbook of Iranian History》. Oxford University Press. 1–432쪽. ISBN 978-0-19-987575-7. 2019년 1월 1일에 원본 문서에서 보존된 문서. 2019년 1월 13일에 확인함.
- Gregoratti, Leonardo (2017). 〈The Arsacid Empire〉.   Daryaee, Touraj. 《King of the Seven Climes: A History of the Ancient Iranian World (3000 BCE - 651 CE)》. UCI Jordan Center for Persian Studies. 1–236쪽. ISBN 9780692864401.
- Hansman, John F. (1998). 〈Elymais〉. 《Encyclopaedia Iranica, Vol. VIII, Fasc. 4》. 373–376쪽.
- Kettenhofen, Erich (2004). 〈Trajan〉. 《Encyclopaedia Iranica》. 418–438쪽.
- Kia, Mehrdad (2016). 《The Persian Empire: A Historical Encyclopedia》. ABC-CLIO. ISBN 978-1610693912. (2 volumes)
- Madreiter, Irene; Hartmann, Udo (2020). “Women at the Arsacid court (draft)”: 1–15.
- Olbrycht, Marek Jan (1997). “Parthian King's tiara - Numismatic evidence and some aspects of Arsacid political ideology” 2: 27–61.
- Olbrycht, Marek Jan (2016). “The Sacral Kingship of the early Arsacids. I. Fire Cult and Kingly Glory”: 91–106.
- Rezakhani, Khodadad (2013). 〈Arsacid, Elymaean, and Persid Coinage〉.   Potts, Daniel T. 《The Oxford Handbook of Ancient Iran》. Oxford University Press. ISBN 978-0199733309.

| 오스로에스 1세 아르사케스 왕조 |                              |                       |
| 이전 파코루스 2세              | 파르티아 제국의 왕 109–116년 | 이후 파르타마스파테스 |
| 이전 파르타마스파테스          | 파르티아 제국의 왕 117–129년 | 이후 볼로가세스 3세   |